# Izz ad-Din al-Qassam
  Izz ad-Din al-Qassam  (àrab: عز الدين القسام)  (Jableh, 19 de novembre de 1882 - Nazlet Zeid, 20 de novembre de 1935) va ser un predicador sunnita sirià, un líder destacat en les lluites anticolonials al Llevant contra el Mandat francès per Síria i el Líban i el Mandat britànic de Palestina, i un opositor al sionisme entre 1920 i 1930.
Qassam va néixer a Gabala, a la Síria otomana, el 1882. Va estudiar a la Universitat d'al-Azhar del Caire i després es va convertir en un predicador del ressorgiment islàmic a la seva ciutat natal. Després del seu retorn, es va convertir en un partidari actiu de la resistència líbia a l'ocupació italiana a partir de 1911, recaptant fons i combatents per ajudar el poble libanès i escrivint-ne un himne. Més endavant lideraria el seu propi grup de rebels en aliança amb Ibrahim Hananu per a lluitar contra les forces del mandat francès al nord de Síria el 1919–20.
Després de la derrota dels rebels, va emigrar a Palestina, on es va convertir en un religiós musulmà de waqf i es va indignar per la difícil situació dels camperols àrabs palestins. Va defensar una gihad moral, política i militar com a solució per acabar amb el domini colonial britànic i les aspiracions sionistes a Palestina. A la dècada del 1930 va formar grups de lluitadors locals i va llançar atacs contra objectius britànics i jueus. Finalment, va ser assassinat per les autoritats britàniques el 1935, després del seu suposat paper en l'assassinat d'un policia. La seva lluita i la seva mort van ser factors decisius en la Gran Revolta àrab de 1936-1939 al mandat de Palestina.

## Biografia

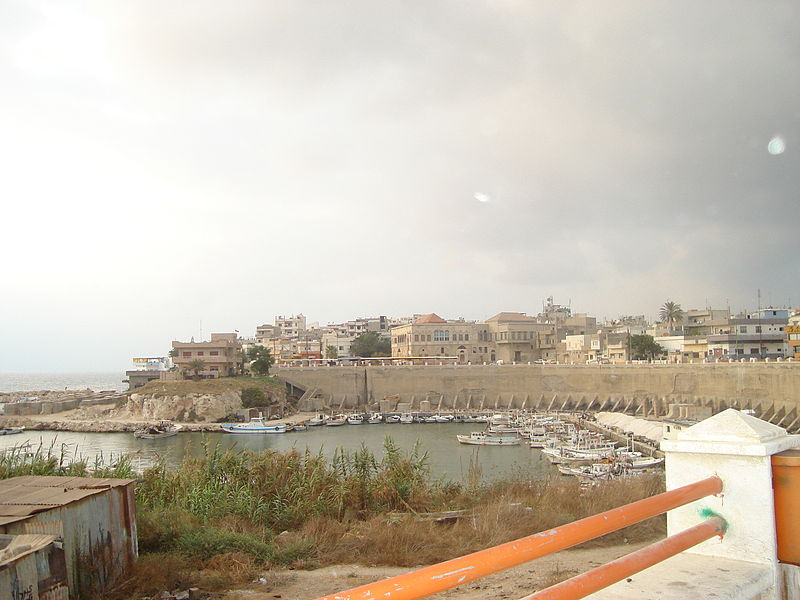
Al-Qassam va néixer a Gabala

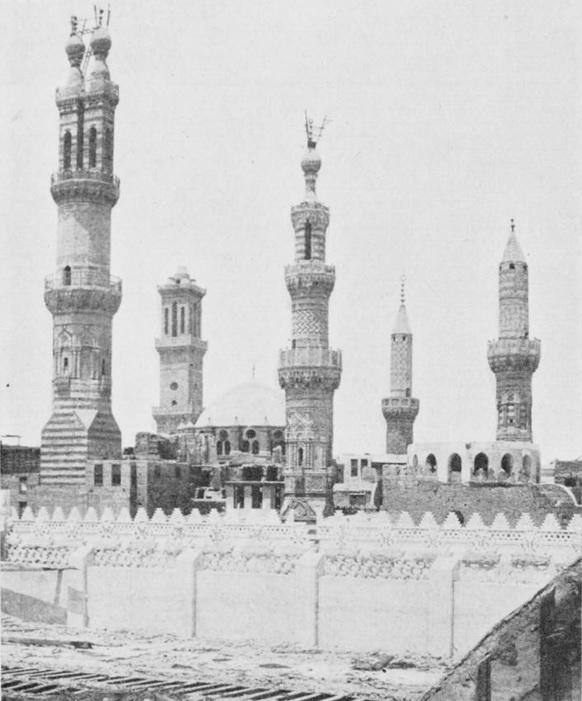
Mesquita d'al-Azhar, on va estudiar Al-Qassam (1906)

Al-Qassam va néixer a Gabala, al nord-oest de Síria, fil d'Abd al-Qadar, un funcionari de la xaria durant l'Imperi Otomà i líder local de l'ordre sufí qadariyya. El seu avi havia estat un xeic líder de l'orde qadiriyya i es va traslladar a Gabala des de l'Iraq. Al-Qassam també va seguir l'escola hanafí del fiqh de l'islam sunnita i va estudiar a la mesquita local d'Istanbul sota l'ensenyament del conegut ulema Sheikh Salim Tayarah.
En algun moment entre 1902 i 1905, Al-Qassam va marxar al Caire per estudiar a la mesquita d'al-Azhar. Les fonts discuteixen amb qui va estudiar: alguns relats afirmen que va estudiar amb l'erudit reformista musulmà Muhàmmad Àbduh i va entrar en contacte amb el prominent salafista Rashid Rida, mentre que altres són escèptics sobre les relacions d'Al-Qassam amb qualsevol dels dos. No obstant això, l'actitud que Al-Qassam va adoptar més endavant envers les qüestions polítiques del món àrab suggereix que coneixia bé les idees que Àbduh i Rida van adoptar. A al-Azhar, Al-Qassam va desenvolupar el pensament que guiaria el seu futur activisme. Crític amb un islam estancat, va predicar entre les files dels agricultors sobre la necessitat d'un islam modern, capaç de defensar-se del colonialisme occidental mitjançant la gihad. Va tornar a Gabala el 1909 com a ulema i va treballar com a professor en una madrassa, on va ensenyar tant les pràctiques místiques de l'ordre qadiriyya sufí com la jurisprudència i el comentari de l'Alcorà. A més, va predicar com a imam de la mesquita Ibrahim Ibn Adham.
Després del seu retorn a Gabala, Al-Qassam va iniciar un programa de renaixement islàmic basat en reformes morals que incloïa l'encoratjament del manteniment regular de la salaah (oració) i el sawm (dejuni) durant el Ramadà, així com defensar la fi dels jocs d'atzar i el consum d'alcohol. La campanya d'Al-Qassam va influir molt en els residents de Gabala que van adoptar cada cop més les seves reformes. Va desenvolupar relacions amables amb la policia otomana local, a qui cridaria per fer complir la xaria en casos rars de violacions importants. En algunes ocasions, enviava deixebles com a vigilants per a interceptar caravanes que transportaven alcohol que després s'eliminava. Malgrat el suport al nacionalisme àrab per part d'alguns dels seus alumnes d'al-Azhar i entre els notables sirians, la lleialtat d'Al-Qassam en aquell moment probablement requeia en l'Imperi Otomà, tal com indicaria la seva relació amb les autoritats. Va ser ben considerat entre gran part de la població de Gabala, on es va guanyar una reputació de pietós, senzill i benhumorat.

## Suport a la resistència líbia
Després de la invasió italiana de Líbia el setembre de 1911, Al-Qassam va començar a recollir fons a Gabala per al moviment de resistència i va compondre un himne de la victòria. El governador de districte de Gabala va intentar prendre el control de la recaptació de fons, i quan els locals van continuar enviant les seves donacions a Al-Qassam, el governador va intentar fer-lo empresonar. El governador de districte va al·legar que Al-Qassam treballava contra l'estat otomà, però una investigació oficial el va declarar innocent i, en conseqüència, el governador va ser destituït.
El juny de 1912, durant un dels seus sermons de pregària del divendres, va demanar voluntaris per a participar en una gihad contra els italians. Acceptant només voluntaris amb formació militar otomana prèvia, Al-Qassam va reclutar desenes de voluntaris i va crear un fons per a l'expedició a Líbia, així com una petita pensió per a les famílies dels voluntaris mentre estaven a l'estranger. Tot i que els relats varien, Al-Qassam va anar acompanyat d'entre 60 i 250 voluntaris coneguts com a mujahidins quan va arribar a Alexandretta a finals d'any. Amb la intenció d'obtenir el transport marítim dels otomans, la sol·licitud d'Al-Qassam va ser rebutjada per les autoritats, que van ordenar que ell i els seus homes tornessin a Gabala. Un nou govern otomà a Istanbul havia guanyat el poder i va desplaçar el focus de l'estat al front balcànic a l'octubre, abandonant la resistència líbia. Una part dels diners que es van recaptar es van utilitzar llavors per establir una madrassa a Gabala, mentre que la resta es va guardar per a futurs esforços.

## Resistència antifrancesa a Síria

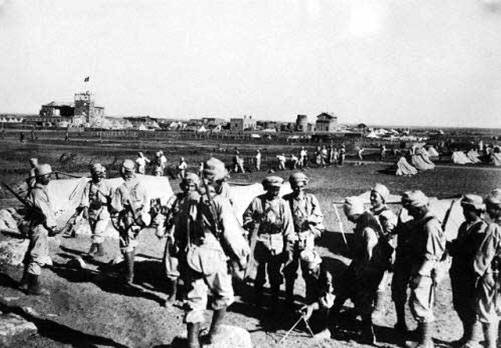
L'exèrcit francès va ocupar la costa de Síria durant la batalla de Maysalun el 1920

Més endavant es va allistar a l'exèrcit otomà quan va esclatar la Primera Guerra Mundial, on va rebre entrenament militar i va ser adscrit com a religiós a una base prop de Damasc. Tornant a Gabala abans del final de la guerra, Al-Qassam va utilitzar els fons de la seva expedició planificada a Líbia per a organitzar una força de defensa local per a lluitar contra l'ocupació francesa. El seu paper principal en la resistència local va ser finançar l'adquisició d'armes per a la milícia de Gabala. El 1919 les forces franceses es van traslladar a la zona costanera del nord de Síria mentre Faisal I va establir el Regne de Síria a Damasc com a estat àrab independent. Durant aquest període, la milícia d'Al-Qassam va lluitar contra milicians locals alauites recolzats per França que ocupaven zones als afores de la ciutat. Els alauites van ser finalment repel·lits, però les forces franceses es van traslladar poc després per a consolidar el seu control. En conseqüència, Al-Qassam i molts dels seus seguidors van abandonar Gabala cap a la regió de Jabal al Akrad on van establir una base prop del poble de Zanqufa per a llançar incursions guerrilleres contra l'exèrcit francès.
La milícia d'Al-Qassam va créixer quan s'hi va unir una altra milícia amb seu a les muntanyes després de la mort del seu comandant Umar al-Bitar. No obstant això, a mesura que els francesos van reforçar el control de la zona van poder pressionar amb èxit a diversos dels principals terratinents de Gabala perquè abandonessin el seu suport financer a Al-Qassam i paguessin impostos al govern del mandat francès. Això va aïllar encara més Al-Qassam, que va decidir fugir de Jabal al Akrad cap a Alep el maig de 1920. Allà ell i els seus combatents es van unir a Ibrahim Hananu, que liderava els atacs contra l'exèrcit francès fins que aquest va capturar Jisr al-Shughr al juliol. Com a resultat d'aquesta victòria francesa i de la capitulació imminent d'Alep, Al-Qassam i membres de la seva unitat van fugir més enllà de les línies de l'exèrcit francès amb passaports falsificats cap a Tartús.

## Activisme a Palestina

### Establiment a Haifa
Des de Tartús, Al-Qassam va viatjar a Beirut en vaixell i després a Haifa, llavors sota domini britànic, on la seva esposa i les seves filles s'hi van reunir més endavant. Durant la dècada del 1920, Al-Qassam va ensenyar a la madrassa Islamiya, una institució educativa islàmica amb moltes escoles a Haifa i la seva perifèria. Va ser finançat pel Jamiat Islamiya, un waqf administrat per destacats musulmans de la ciutat. A diferència d'altres erudits musulmans, Al-Qassam era accessible al públic i sovint arribava tard a les seves classes perquè els transeünts l'aturaven per a demanar-li consell.
Al-Qassam va concentrar les seves activitats en les classes socials més baixes, instal·lant una escola nocturna per als treballadors ocasionals i predicant-los com a imam, primer a la mesquita Jurayneh i després a la mesquita Istiqlal. Els buscava als carrers, als prostíbuls i als fumadors d'haixix. El seu major seguiment va venir dels antics agricultors arrendataris sense terra que es van traslladar a Haifa des de l'Alta Galilea, on les compres de terres agrícoles pel Fons Nacional Jueu i les polítiques laborals hebrees excloents havien desposseït els àrabs de molts dels seus mitjans de vida tradicionals. Al-Qassam es va fer cada cop més popular entre els musulmans més pobres del nord de Palestina i sovint era sol·licitat per a predicar a les celebracions de Màwlid an-Nabí.
L'any 1929 va ser nomenat registrador de matrimonis al tribunal de la xaria a Haifa, un rol que li va permetre recórrer els pobles del nord, els habitants dels quals va animar a crear cooperatives agrícoles. També va aprofitar els seus viatges per a pronunciar sermons polítics i religiosos fervorosos en què animava els vilatans a organitzar unitats de resistència per atacar els britànics i els sionistes. Va intensificar la seva agitació i va obtenir una fàtua del xeic Badr al-Din al-Taji al-Hasani, el muftí de Damasc, que dictaminava que la lluita contra els britànics i els jueus era permesa.

### Relació amb els líders locals
Segons l'historiador israelià Shai Lachman, entre 1921 i 1935 Al-Qassam va col·laborar sovint amb Amin al-Husayni, el Gran Mufti de Jerusalem. El 1933, Al-Qassam va enviar un emissari a Al-Husayni, sol·licitant la participació d'aquest últim en una revolta contra els britànics. Aquest s'hi va negar, preferint una solució política.
Des de 1928 fins a la seva mort, Al-Qassam va exercir com a president de l'Associació Musulmana d'Homes Joves (YMMA) a Haifa. Si bé va centrar el seu activisme amb les classes baixes, la seva posició a l'YMMA li va permetre accedir a les classes mitjanes i educades de la ciutat que es van sentir atretes per Hizb al-Istiqlal (Partit de la Independència), un partit polític nacionalista àrab.

### Organització de grups armats de resistència
El 1930 o 1931, Al-Qassam havia reclutat nombrosos seguidors i els va organitzar en una dotzena de cercles diferents, de manera que cada grup de combatents desconeixia l'existència dels altres grups. La majoria dels seus partidaris eren camperols i treballadors urbans. La majoria dels cercles d'Al-Qassam estaven basats al nord de Palestina, però tenia deixebles a tot el país, inclosa a Gaza. En contrast amb els líders palestins tradicionals que van fer campanya contra l'assentament sionista mentre evitaven la confrontació amb les autoritats britàniques, Al-Qassam va entendre com una prioritat lluitar contra tots dos. També va veure el conflicte que es gestava a Palestina com una lluita religiosa, a diferència de la majoria de líders palestins que defensaven una resposta laica i nacionalista. Al-Qassam va defensar una gihad moral, política i militar com a solució per acabar amb el domini britànic i les aspiracions sionistes a Palestina.
A l'entrenar els seus homes, Al-Qassam va subratllar que mantenir un bon caràcter era de primordial importància. Com a tal, els lluitadors haurien de proveir als necessitats, ajudar les persones amb malalties, mantenir bons vincles amb les seves famílies i pregar regularment a Déu. Aquestes virtuts, va afirmar, eren requisits previs per a ser lluitadors disciplinats i sense por. El component moral dels ensenyaments d'Al-Qassam estava especialment orientat cap als joves dels barris obrers de Haifa que vivien lluny de les seves famílies i que estaven exposats a activitats considerades immorals a l'islam. Va veure el matrimoni com a fonamental per a prevenir la corrupció moral dels homes joves i va aconseguir ajudar econòmicament als seus partidaris més necessitats amb les despeses del casament. Va animar els seus homes a deixar-se barba com a senyal del seu compromís amb la gihad i a portar un Alcorà amb ells allà on anessin. Encara que molts dels seus seguidors eren analfabets, els va ensenyar a llegir i escriure utilitzant l'Alcorà com a base per aprendre. Al-Qassam també va demanar als seus lluitadors que es dediquessin als exercicis espirituals practicats per l'ordre sufí de qadiriyya i que recitessin càntics sufís abans de la batalla.
Els grups guerrillers van ser coneguts com la Mà Negra (al-kaff al-aswad), una organització militant antisionista i antibritànica. La següent campanya de la Mà Negra va començar amb l'emboscada i l'assassinat de tres membres del quibuts Yagur l'11 d'abril de 1931, un atac amb bomba fallit contra cases perifèriques de jueus a Haifa a principis de 1932 i diverses operacions que van matar o ferir quatre membres dels assentaments jueus del nord. La campanya va culminar amb la mort d'un pare i un fill jueus a Nahalal, a causa d'una bomba llançada a casa seva, el 22 de desembre de 1932.
El 1935, Al-Qassam havia reclutat diversos centenars d'homes —les xifres oscil·len entre 200 i 800—, organitzats en cercles de cinc homes, i organitzat l'entrenament militar dels camperols. Els grups estaven equipats amb bombes i armes de foc, que utilitzaven per atacar els assentaments jueus i sabotejar les línies ferroviàries construïdes pels britànics. Després del descobriment, l'octubre de 1935, d'un dipòsit clandestí d'armes al port de Jafa destinat a l'Haganà, una força paramilitar jueva, la indignació àrab palestina va esclatar en dues vagues generals. L'enviament d'armes a l'Haganà va servir com a impuls final perquè Al-Qassam iniciés una revolta contra les autoritats.

## Mort

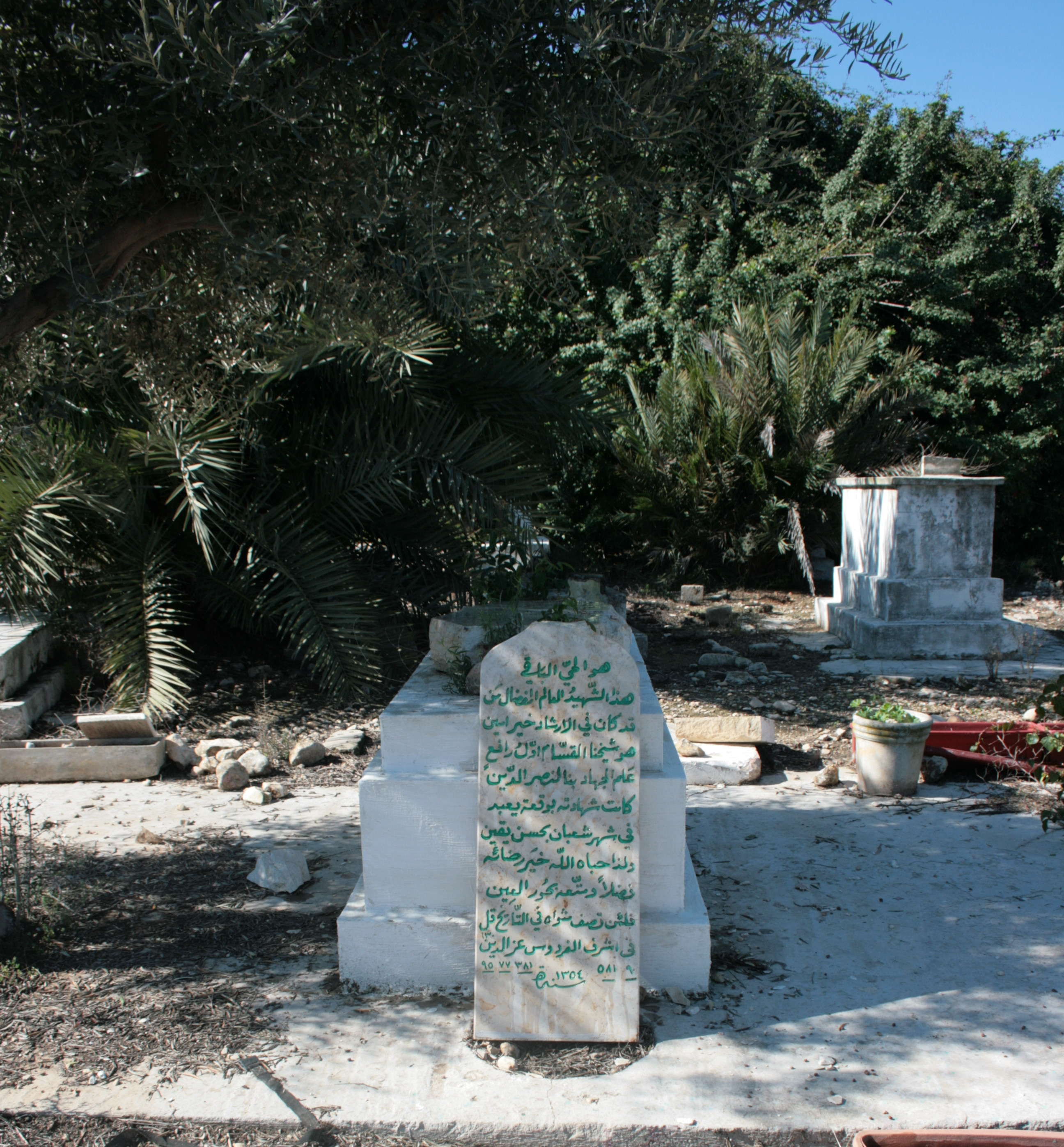
La tomba d'Al-Qassam a Balad al-Sheikh

El 8 de novembre de 1935 es va descobrir el cos sense vida d'un agent de la policia palestina, Moshe Rosenfeld, prop del quibuts d'Ein Harod. Es va acusar Al-Qassam i els seus seguidors i la policia colonial es va proposar de capturar-los. En aquest context, Al-Qassam i dotze dels seus homes van decidir passar a la clandestinitat i, abandonant Haifa, es van dirigir als turons entre Jenin i Nablus. Allà van passar deu dies en moviment, durant els quals van ser alimentats i protegits pels veïns dels pobles de la zona. La cerca de la policia britànica va acabar envoltant Al-Qassam en una cova prop de Ya'bad, al poble de Nazlet Zeid. En el llarg tiroteig posterior, Al-Qassam i tres dels seus seguidors van ser assassinats i cinc capturats el 20 de novembre.
Envoltat, va dir als seus homes que morissin com a màrtirs i va obrir foc. El seu desafiament i la seva manera de morir (que va sorprendre el lideratge tradicional) van alenar el poble palestí. Milers de persones van forçar les línies policials al funeral de Haifa, i els partits nacionalistes àrabs laics van invocar la seva memòria com a símbol de la resistència.
El seu taüt i els dels seus companys assassinats estaven embolcallats amb les banderes del Iemen, l'Aràbia Saudita i l'Iraq, els tres únics països àrabs independents de l'època. Com a reacció a la mort d'Al-Qassam, es van dur a terme vagues a Haifa i a diverses ciutats palestines i sirianes. Al-Qassam està enterrat al cementiri musulmà de l'antic poble palestí de Balad al-Sheikh, ara Neixer, un suburbi jueu de Haifa. El 22 de novembre es va publicar un obituari d'Al-Qassam al diari egipci Al-Ahram, elogiant-lo com a «màrtir» amb la següent declaració: «Et vaig sentir predicar des de dalt del púlpit, invocant l'espasa. En la teva mort ets més eloqüent que mai en vida».

## Llegat
Al-Qassam, segons l'historiador Rashid Khalidi:
Va tenir un paper crucial a l'hora d'allunyar la població de la política de compromís amb els ocupants negociada per l'elit, i en mostrar-los el camí «correcte» de la lluita armada popular contra els britànics i els sionistes.
Encara que la revolta d'Al-Qassam no va tenir èxit en vida, les organitzacions militants posteriors es van inspirar en el seu exemple. El seu funeral va aplegar milers de persones, que es va convertir en una manifestació massiva d'unitat nacional. Els fedaïns palestins que van sorgir a la dècada del 1960 van veure en Al-Qassam el seu precedent. Els fundadors del moviment armat nacionalista palestí Fatah havien considerat inicialment anomenar el seu grup Qassamiyun. Leila Khaled, una membre coneguda del Front Popular per a l'Alliberament de Palestina, va afirmar una vegada que la seva organització va començar «allà on ho va deixar Al-Qassam: la seva generació va començar la revolució, la meva generació té la intenció d'acabar-la».
La branca militar del partit polític palestí Hamàs, les Brigades Izz ad-Din al-Qassam, porta el seu nom igual que el coet Qassam, un coet de curt abast que el grup produeix i utilitza.